# Józefów (gmina Piaski)
Józefów – wieś w Polsce położona w województwie lubelskim, w powiecie świdnickim, w gminie Piaski.
W latach 1954–1959 wieś należała i była siedzibą władz gromady Józefów, po jej zniesieniu w gromadzie Piaski. W latach 1975–1998 miejscowość należała administracyjnie do województwa lubelskiego.
Wieś jest sołectwem w gminie Piaski. Według Narodowego Spisu Powszechnego z roku 2011 wieś liczyła 140 mieszkańców.